# Guerre marocchino-portoghesi
Le guerre marocchino-portoghesi (in arabo صراعات مغربية-برتغالية‎?, in portoghese guerras marroquino-português) sono state una serie di scontri tra il Marocco e il Regno del Portogallo.
La prima battaglia venne combattuta a Ceuta nel 1415 e segnò l'inizio dell'Impero portoghese. L'ultima è stata la battaglia di Ksar El Kebir del 1578, la vittoria marocchina fece scaturire la crisi di successione portoghese del 1580 che portò alla creazione dell'unione dinastica tra il Regno di Spagna ed il Regno del Portogallo. Alle guerre parteciparono anche lo Stato Pontificio, che sostenne la corona portoghese nel 1578, il Sultanato di Granada e l'Impero ottomano, che sostennero il Marocco rispettivamente nel 1419 e nel 1578.

## L'espansione portoghese (1415-1515)
Il Portogallo iniziò a occupare parti della costa marocchina nel 1415 con la conquista di Ceuta, che fu assediata senza successo tre anni dopo dai marocchini. Poi, sotto Afonso V del Portogallo, conquistò Alcácer-Ceguer nel 1458, Arzila nel 1471 e Tangeri, che fu vinta e persa più volte tra il 1460 e il 1464. Queste conquiste valsero al re il soprannome di “L'Africano”.
Nel 1496 Portogallo e Spagna siglarono un accordo in cui stabilivano di fatto le loro zone di influenza sulla costa nordafricana: la Spagna avrebbe potuto occupare solo il territorio a est del Peñón de Vélez de la Gomera. Questa restrizione terminerà solo con l'unione dinastica delle corone portoghese e spagnola sotto Filippo II. Dopo la battaglia di Alcácer Quibir del 1578, la Spagna inizierà ad agire direttamente in Marocco, come nel caso dell'occupazione di Larache nel 1610.
I portoghesi si impadronirono di sei città marocchine: Ceuta (1415–1668), Alcácer-Ceguer (1458–1549), Tangeri (1471–1661), Arzila (1471–1550), Safi (1488–1541) e Azamor (1513–1541). In più, tra il fiume Loukkos a nord e il fiume Sous a sud, costruirono sei fortezze affacciate sulla costa atlantica. Delle sei fortezze, quattro ebbero una breve durata: Graciosa (1489), São João da Mamora (1515), Castelo Real di Mogador (1506-10) e Aguz (1520-25). Due di esse invece divennero insediamenti urbani permanenti: Santa Cruz do Cabo de Gué (Agadir) fondata nel 1505-06 e Mazagan (El Jadida) fondata nel 1514-17.

## La riconquista marocchina (1541–1769)
I portoghesi dovettero abbandonare la maggior parte dei loro insediamenti tra il 1541 e il 1550 (Safi e Azamor nel 1541, Alcácer-Ceguer nel 1549 e Arzila nel 1550) a seguito delle offensive del sultano sa'diano Muhammad al-Shaykh, in particolare la caduta di Agadir nel 1541 e la cattura di Fès nel 1549. Tuttavia, riuscirono a mantenere le basi di Ceuta, Tangeri e Mazagan.
La battaglia di Alcácer Quibir del 1578 fu una sconfitta schiacciante, poiché il re portoghese Sebastiano fu ucciso nello scontro e il suo esercito annientato dalle forze marocchine.
Tangeri fu ceduta al re Carlo II nel 1661 per incoraggiare l'Inghilterra a sostenere il Portogallo nella guerra di restaurazione portoghese, mentre Ceuta fu consegnata alla Spagna nel 1668 a seguito della ratifica del trattato di Lisbona, che riconobbe il Casato di Braganza come nuova dinastia regnante del Portogallo e il suo dominio sulle rimanenti colonie d'oltremare. Questi eventi posero sostanzialmente fine al coinvolgimento diretto del Portogallo in Marocco. Nel 1769 i portoghesi evacuarono Mazagan, la loro ultima base, sotto la pressione del sultano alawida Muhammad ibn Abd Allah.

## Conseguenze
Cinque anni dopo la riconquista di Mazagan, nel 1774, i governi del Marocco e del Portogallo conclusero un accordo di pace e amicizia, uno dei più antichi accordi bilaterali delle due nazioni.